# Trasibulo di Mileto
Trasibulo di Mileto (in greco antico: Θρασύβουλος?, Thrasybulos; Mileto, VII secolo a.C. – ...) è stato un tiranno di Mileto.

## Biografia
Combatté per undici anni la guerra contro i Lidii, dapprima guidati dal re Sadiatte, che l'aveva iniziata, e poi contro dal figlio di questi, Aliatte II. Durante il dodicesimo anno, la guerra fu interrotta e Trasibulo si alleò con Aliatte: stando al racconto di Erodoto, Aliatte si convinse della potenza dei Milesii e della necessità di interrompere le ostilità quando un suo emissario, che aveva inviato a Mileto a seguito di un oracolo ricevuto dalla Pizia, gli riferì che i cittadini banchettavano con grandi quantità di cibo, mentre Aliatte era convinto che la città fosse ormai alla fame.
Erodoto riferisce un aneddoto su Trasibulo: ai plenipotenziari inviati da Periandro di Corinto, suo alleato e amico, il tiranno rispose con un'allegoria tranciando le spighe più alte di un campo di grano, a voler sostenere che per governare senza problemi occorre eliminare l'élite della società. A questo episodio alcuni storici romani, tra cui Livio, hanno paragonato quello in cui Tarquinio il Superbo mostrò ad un emissario inviatogli dal figlio Sesto Tarquinio, che gli chiedeva aiuto per conquistare a tradimento la città di Gabii, che bisognava tagliare i papaveri più alti, per indicare che occorreva eliminare i capi della città.